# Castillejo de Robledo

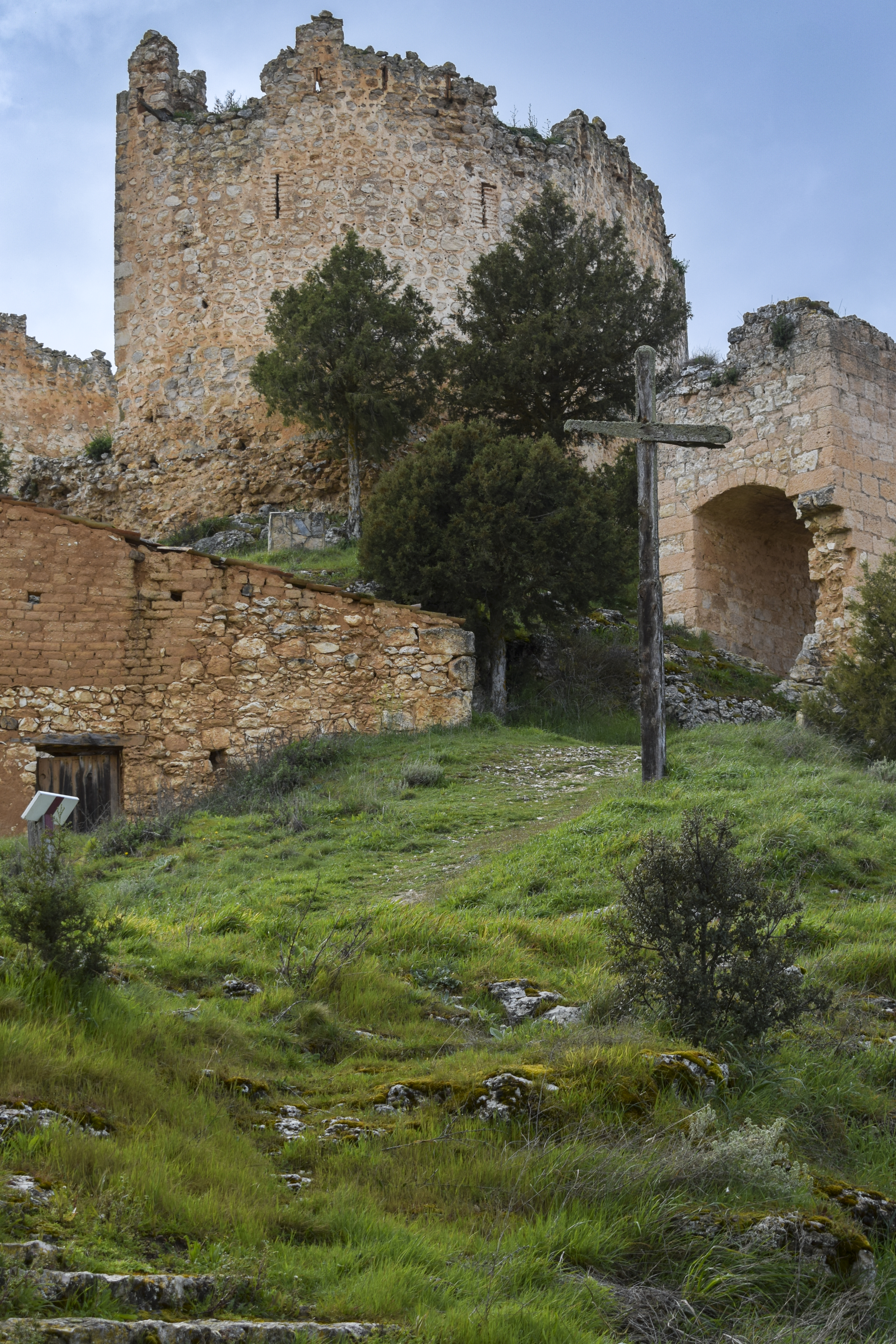
Ruinas del Castillo de Castillejo de Robledo

Castillejo de Robledo es una localidad y también un municipio de la provincia de Soria, 
partido judicial de El Burgo de Osma, Comunidad Autónoma de Castilla y León, España. Pueblo de la comarca de Tierras del Burgo.
Desde el punto de vista jerárquico de la Iglesia católica forma parte de la diócesis de Osma la cual, a su vez, pertenece a la archidiócesis de Burgos.

## Geografía
Tiene un área de 52,98 km².
Uno de los parajes más conocidos de Castillejo es la Reserva de Caza. Impulsada definitivamente en los años 90 atrae a una gran cantidad de cazadores e, incluso, se celebran diversos campeonatos.
Además, gracias a la reserva de caza se consiguió mejorar el acceso al pueblo, al ser ensanchada y alquitranada de nuevo la carretera que la une a Langa de Duero. De hecho, según cuentan los lugareños, antes de estar arreglada la carretera, el Rey fue a cazar a Castillejo y al ver el mal estado de la carretera hizo saber su malestar al alcalde de Castillejo que, en palabras textuales de los lugareños,"perdió el culo" para solicitar el arreglo de la carretera.

## Historia
En el censo de 1879, ordenado por el conde de Floridablanca, figuraba como villa eximida en la Intendencia de Soria, con jurisdicción de señorío y bajo la autoridad del alcalde ordinario de señorío, nombrado por el conde de Miranda. Contaba con 121 habitantes.
A la caída del Antiguo Régimen la localidad se constituye en municipio constitucional en la región de Castilla la Vieja, partido de El Burgo de Osma que en el censo de 1842 contaba con 33 hogares y 134 vecinos.

## Geografía humana

### Demografía
Cuenta con una población de 95 habitantes (INE 2024).
| Gráfica de evolución demográfica de Castillejo de Robledo entre 1842 y 2021                                           |
| |
| Población de derecho según los censos de población del INE. Población de hecho según los censos de población del INE. |

## Galería de imágenes

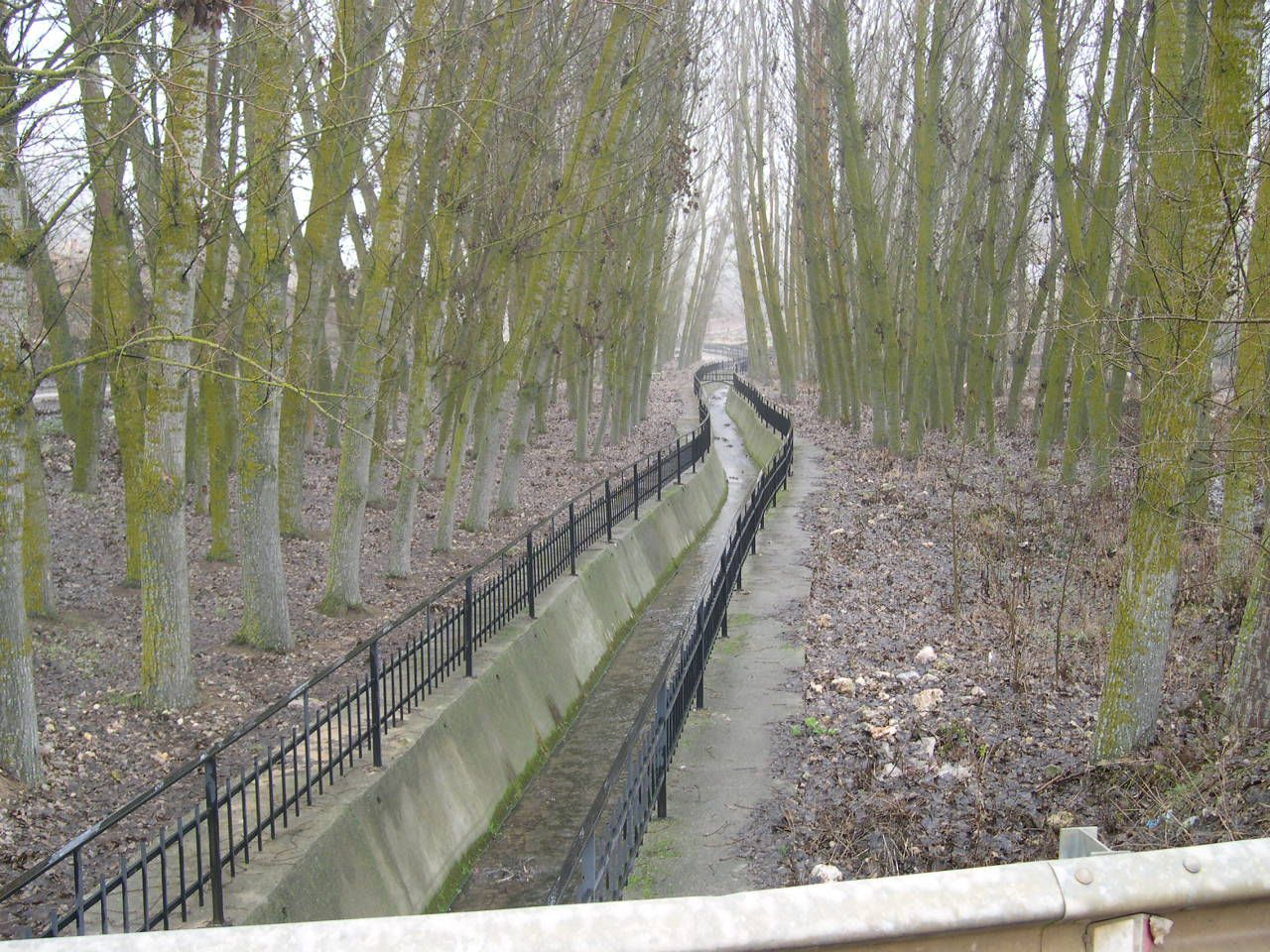
Antigua arboleda de Castillejo de Robledo.
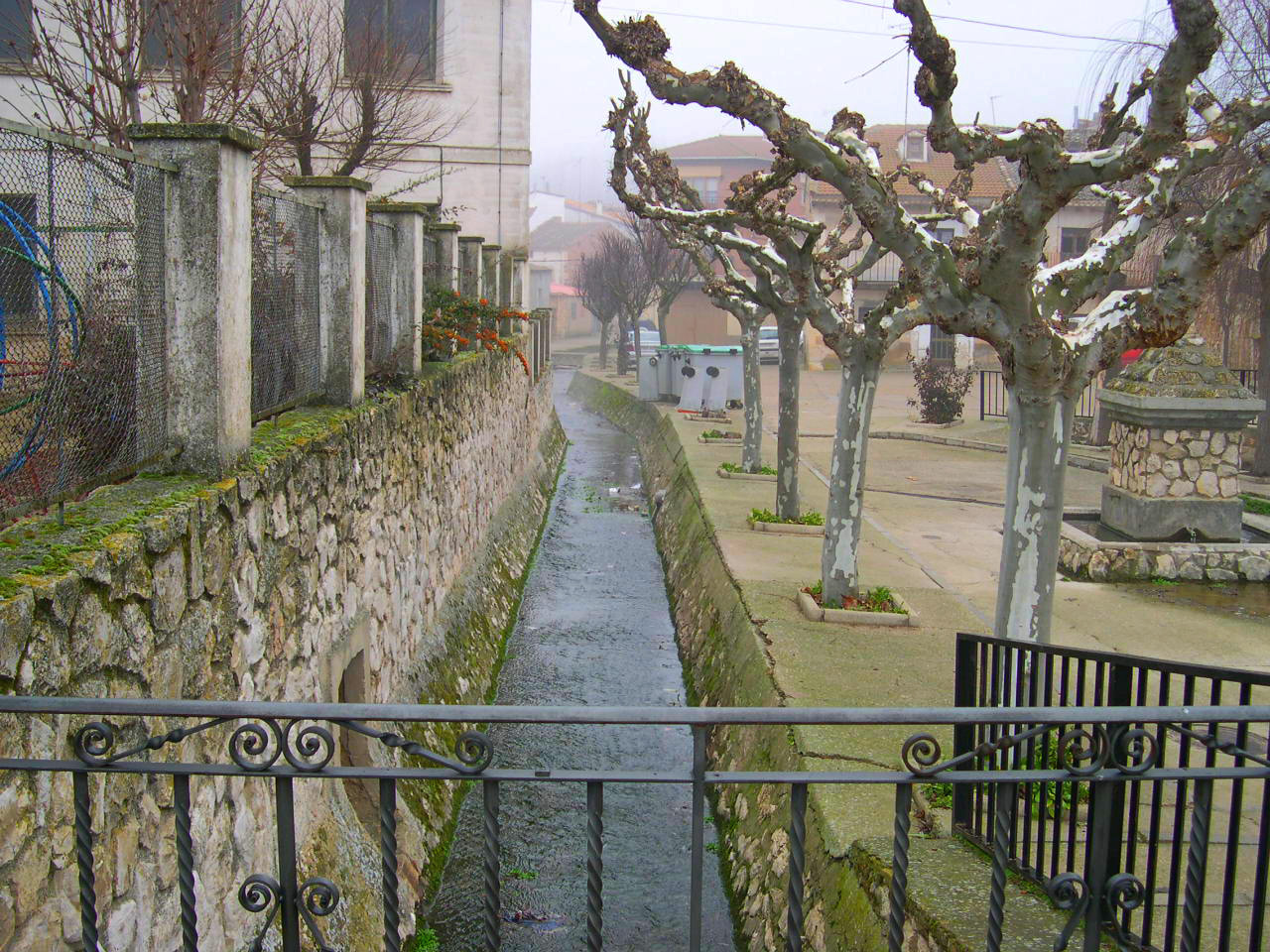
Riachuelo de Castillejo de Robledo.
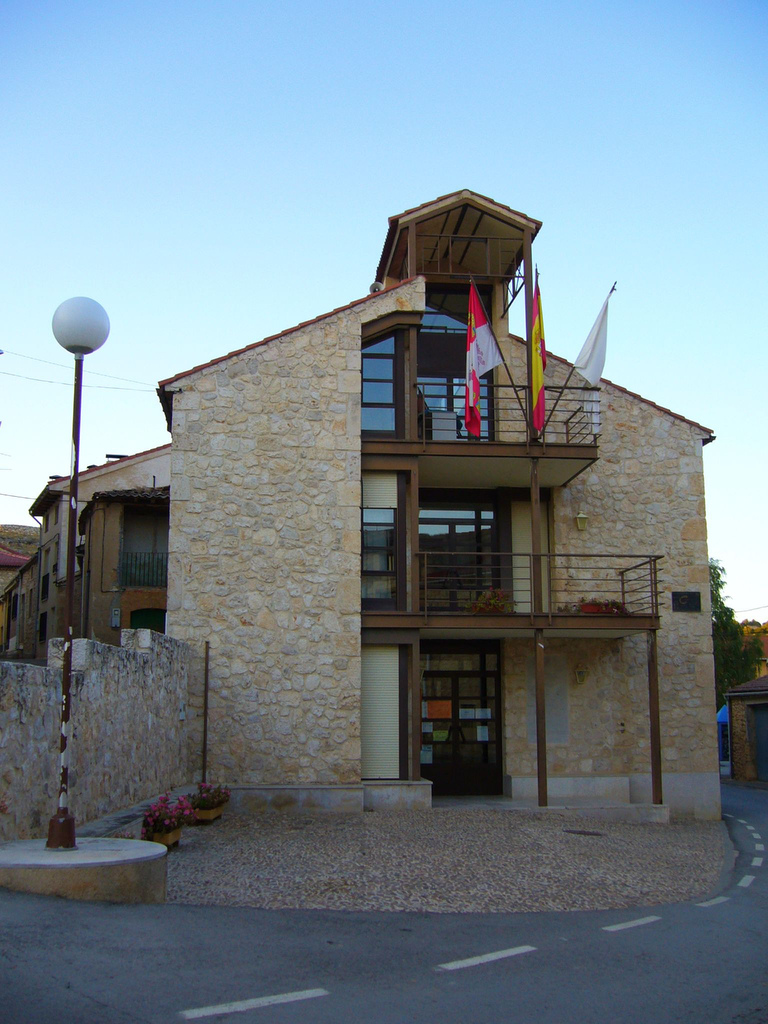
Ayuntamiento de Castillejo de Robledo.
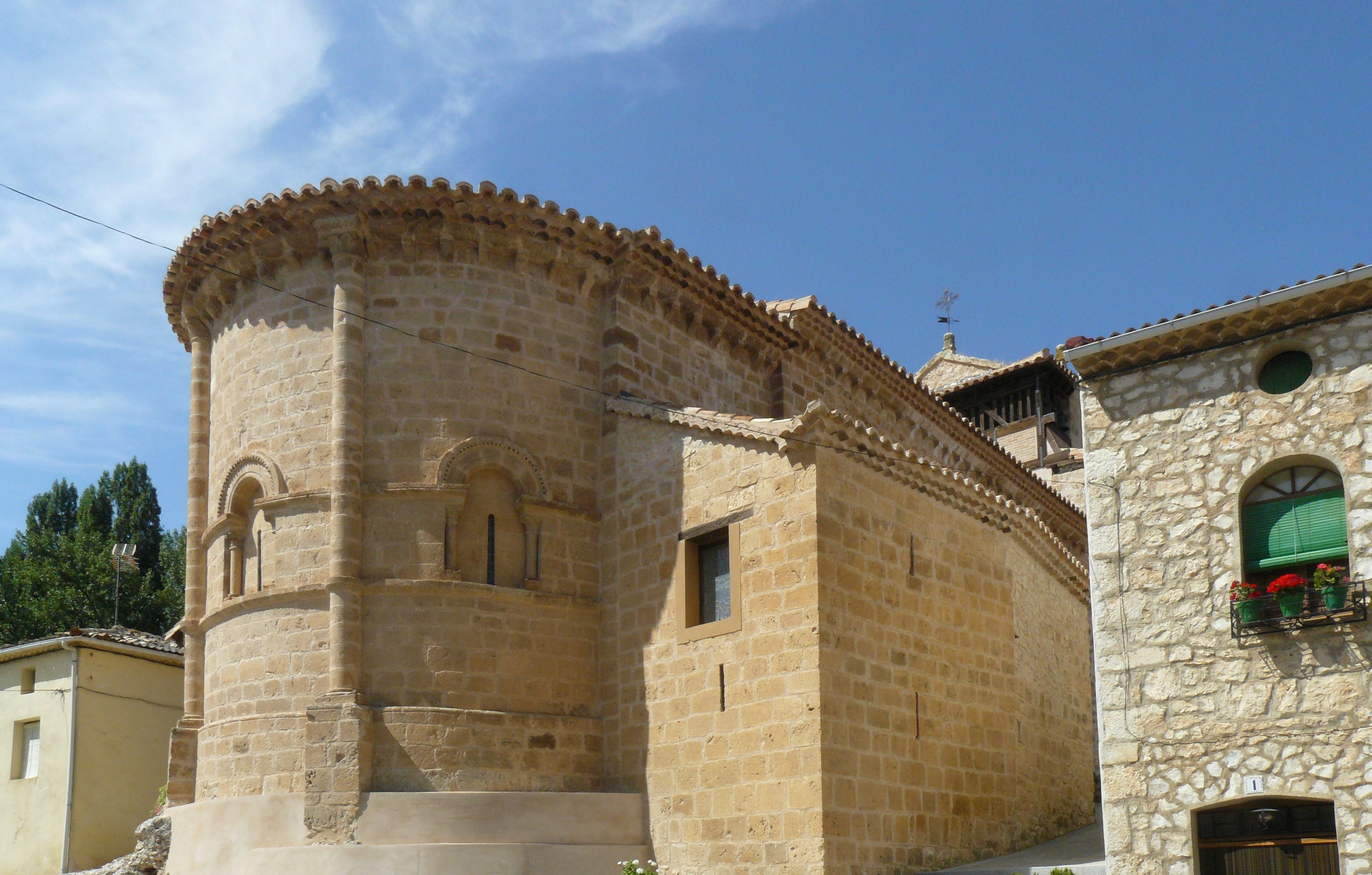
Ábside de la iglesia románica de Nuestra Señora de la Asunción.
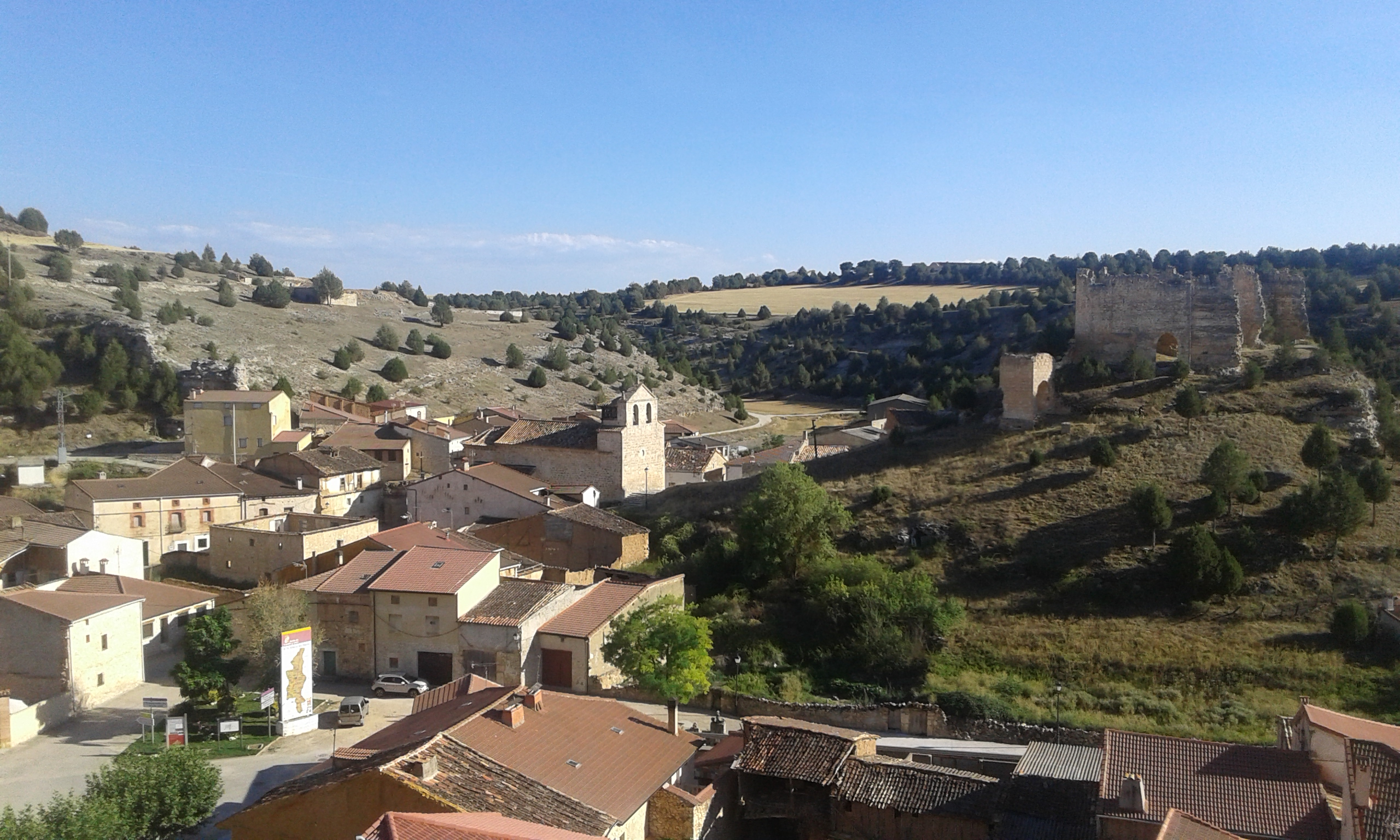
Vista de la localidad desde el mirador de la cruz.

## Monumentos y lugares de interés

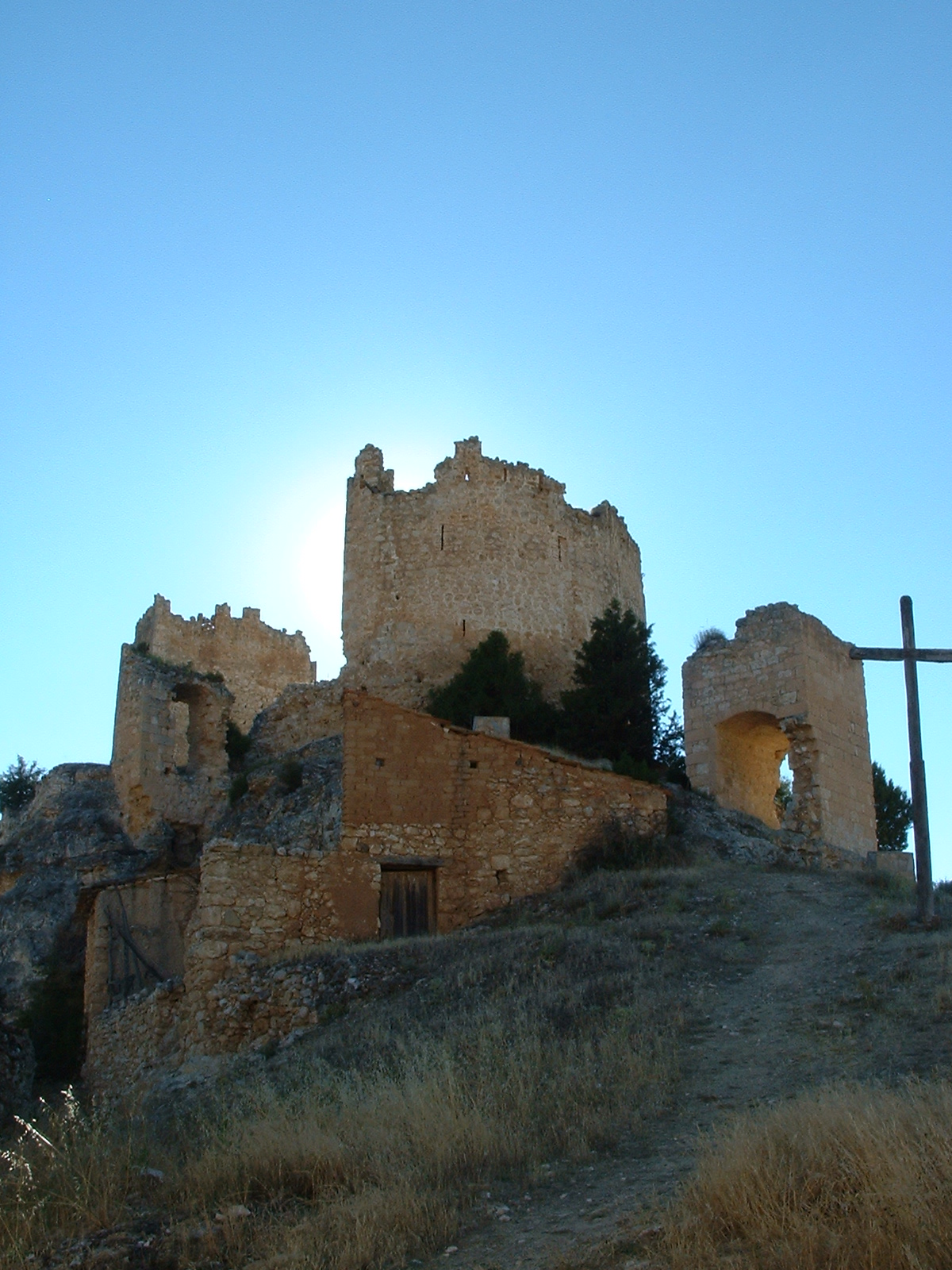
Castillo de los Templarios.
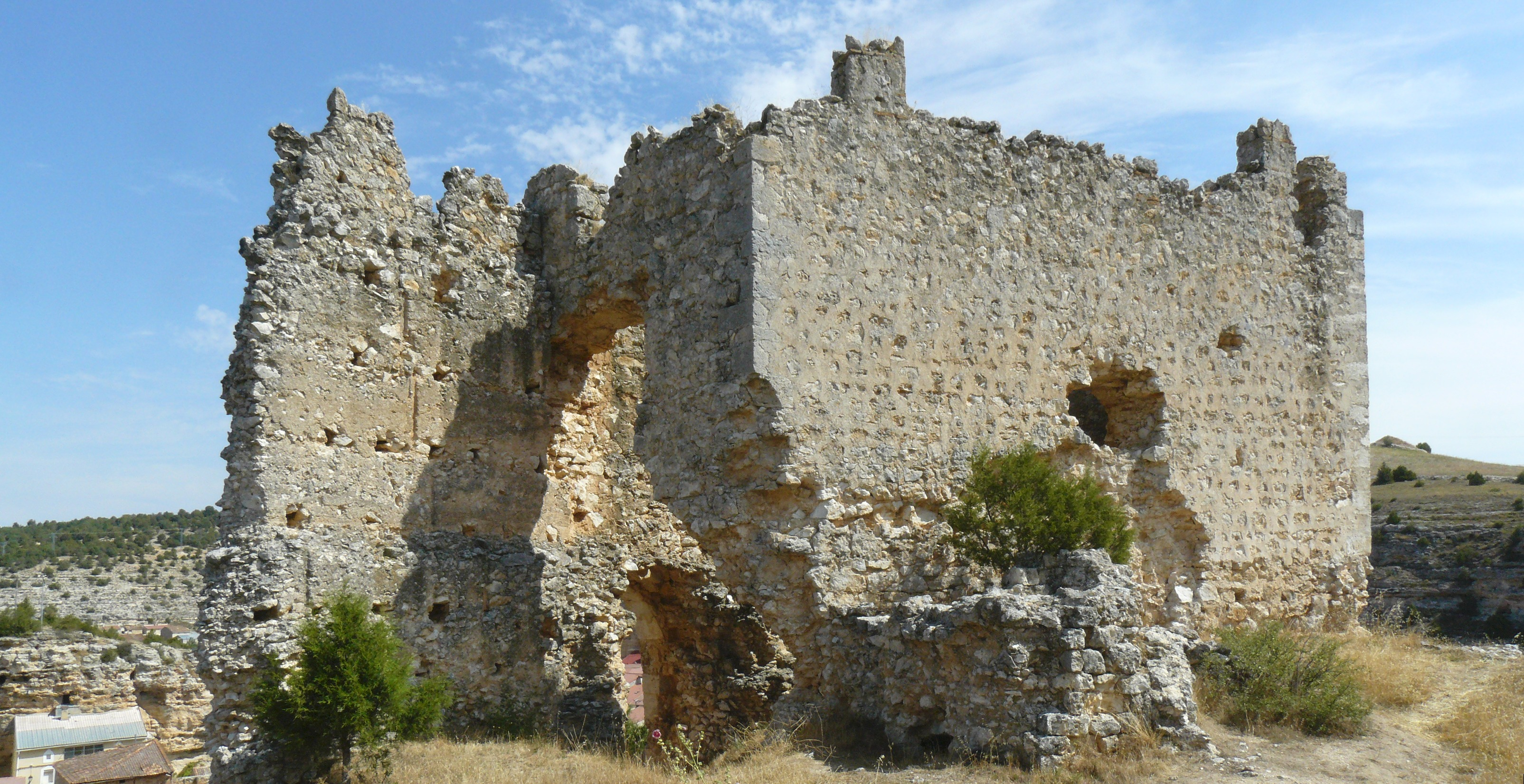
Restos del castillo templario.
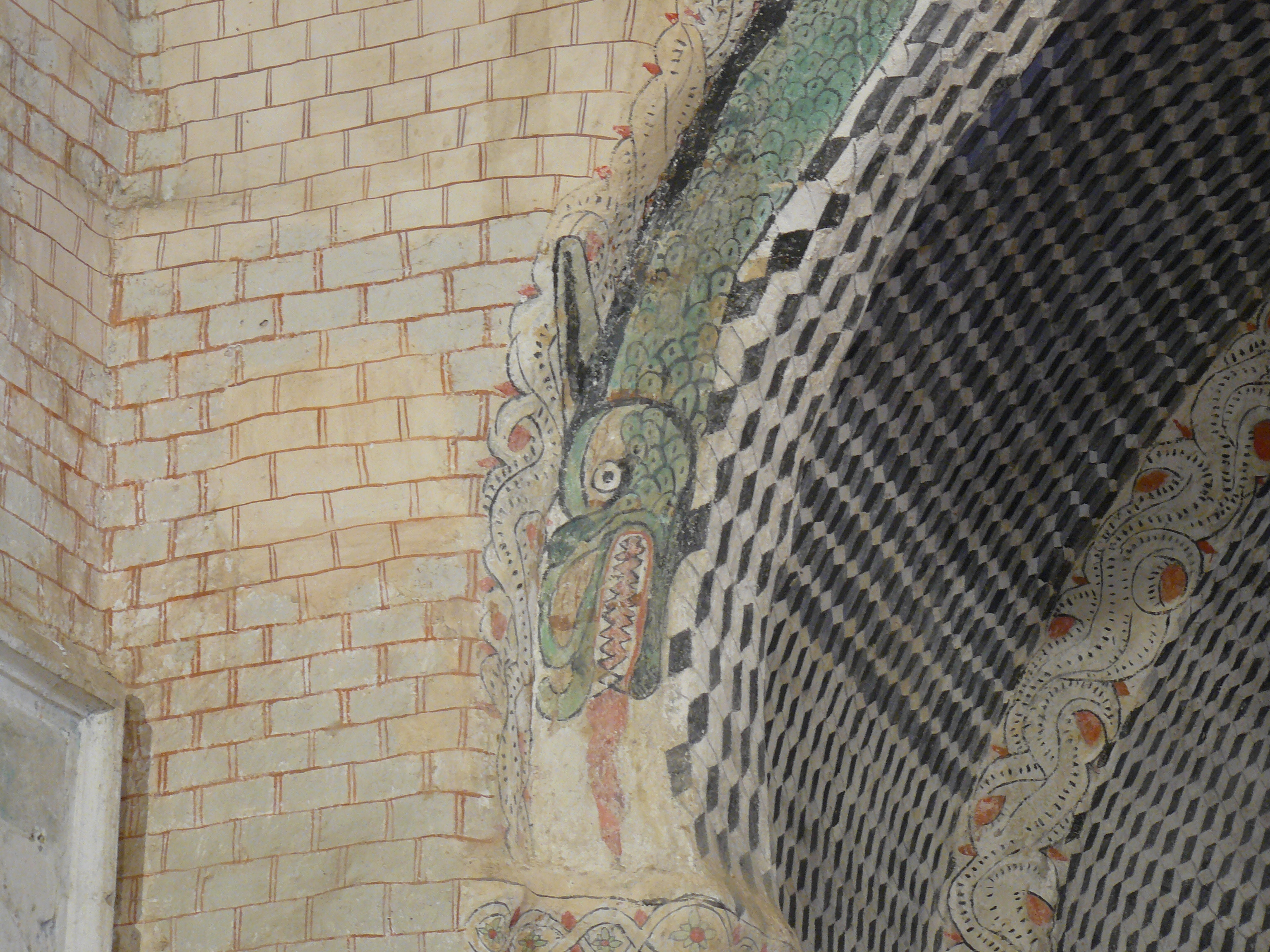
Detalle de las pinturas del arco triunfal, cabeza de dragón.
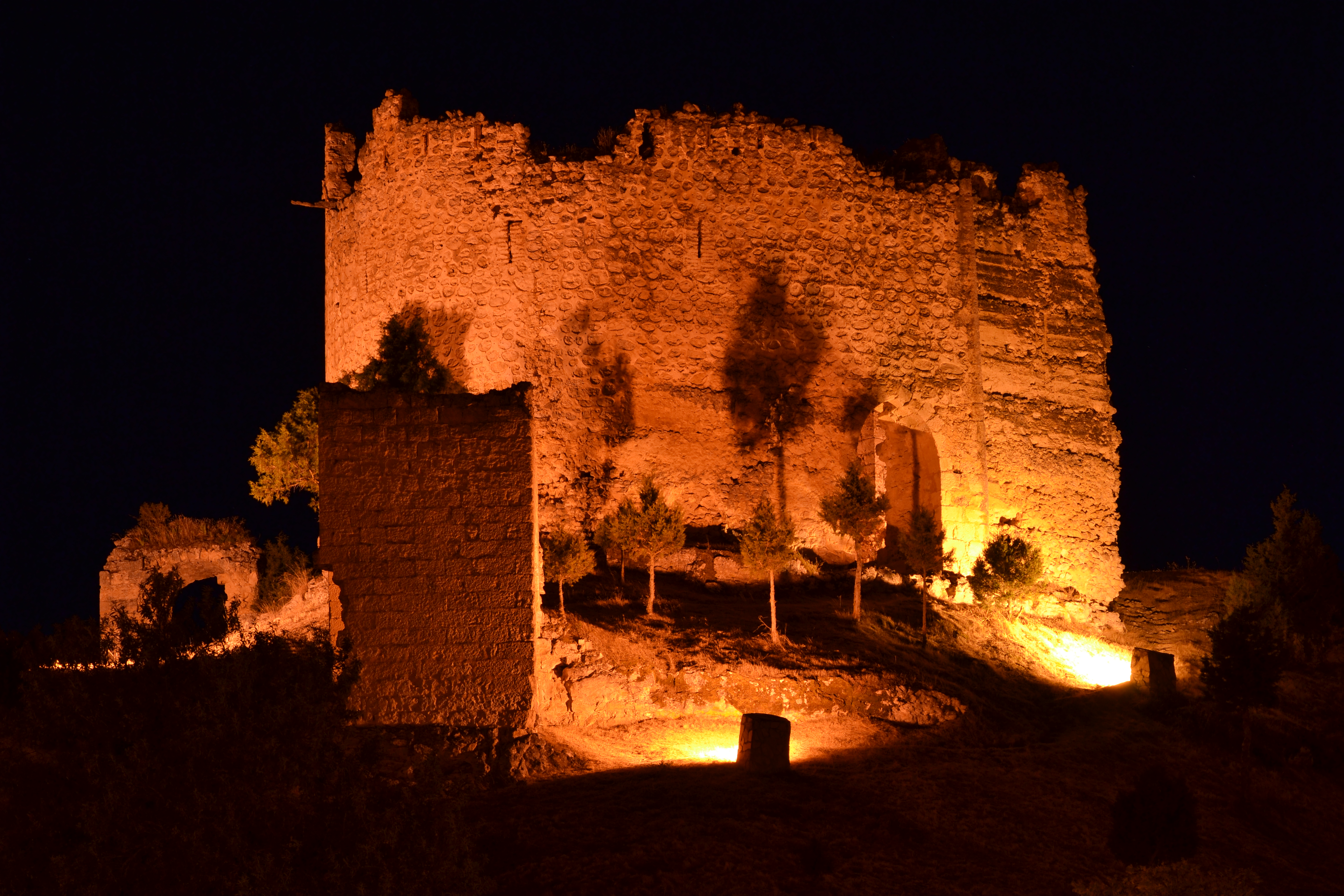
Foto Nocturna del Castillo Templario

- Castillo de Castillejo de Robledo.

El pueblo cuenta con las ruinas de un castillo templario.
- Iglesia de Nuestra Señora de la Asunción.

Cerca del castillo, en la ladera de su colina, se encuentra la iglesia parroquial románica, dedicada a Nuestra Señora de la Asunción, de sillería, fechada a finales del siglo XI o principios del XII. Cuenta con ábside de tambor dividido en 3 paños mediante semicolumnas rematadas en capiteles con hojas de palmera. Cada paño cuenta con un ventanal con arquivolta, que se sustenta en capiteles vegetales.
Cuenta con una notable portada en el fachada meridional, del siglo XIII. Cuenta esta con arquivoltas apuntadas y otras figuras decorativas, conservando parte de su pintura original. Los arcos se apoyan en dos parejas de 3 columnas pregóticas.
El interior mantiene restos de pinturas románicas, tanto en la pared norte como en el ábside.
Fue declarada Bien de Interés Cultural en la categoría de Monumento el 24 de mayo de 1974.